# Liên đoàn Quốc tế các Nhà báo
Liên đoàn Quốc tế các Nhà báo, viết tắt là IFJ (International Federation of Journalists) là một tổ chức nghiệp đoàn quốc tế tập hợp các nhà báo và phấn đấu cho quyền và sự tự do báo chí.
IFJ thành lập năm 1926, là thành viên liên kết của UNESCO (associate status). IFJ hiện có khoảng 650.000 thành viên, từ 121 quốc gia và vùng lãnh thổ.,

## Mục đích và tiêu chỉ
IFJ thúc đẩy hành động quốc tế để bảo vệ tự do báo chí và công bằng xã hội thông qua tổ chức công đoàn vững mạnh, tự do và độc lập của các nhà báo.
IFJ không chia sẻ bất kỳ quan điểm chính trị nhất định, nhưng thúc đẩy nhân quyền, dân chủ và đa nguyên.
IFJ phản đối phân biệt đối xử ở tất cả các loại và lên án việc sử dụng các phương tiện truyền thông để tuyên truyền hoặc quảng bá cho bất khoan dung và xung đột.
IFJ tin vào tự do ngôn chính trị và văn hóa và bảo vệ công đoàn và nhân quyền cơ bản khác.

## Tổ chức
IFJ là tổ chức phát ngôn cho các nhà báo trong hệ thống Liên Hợp Quốc và trong phong trào công đoàn quốc tế.
IFJ hỗ trợ các nhà báo và các đoàn thể của họ bất cứ khi nào họ đang đấu tranh cho quyền nghề nghiệp và chuyên môn của mình, và đã thành lập Quỹ An toàn Quốc tế để cung cấp viện trợ nhân đạo cho các nhà báo có nhu cầu.
Chính sách IFJ được quyết định bởi Hội đồng, nhóm họp ba năm một lần. Công việc giữa kỳ được Ban Thư ký có trụ sở tại Brussels thực dưới sự chỉ đạo của Ban chấp hành bầu ra. Đại hội cuối cùng được tổ chức tại Dublin, Ireland ngày 04-07 tháng 6/2013.